# Te Quiero Pa Mi
Te Quiero Pa Mi es el sencillo del álbum remasterizado de King of Kings 10th Anniversary del álbum del 2006.

## Recepción
El sencillo fue número 1 en Hot Latin Songs, fue número 1 en Latin Airplay de Billboard.

## Lanzamiento
El 11 de noviembre fue lanzado en el álbum remasterizado de 2016 King of Kings 10th Anniversary el sencillo de Te Quiero Pa Mi en colaboración con Zion & Lennox.

## Listas
| Año (2016)                       | Posición |
| -------------------------------- | -------- |
| Hot Latin Songs (Billboard)      | 1        |
| Tropical Airplay (Billboard)     | 14       |
| Latin Airplay (Billboard)        | 1        |
| Latin Digital Songs (Billboard)  | 7        |
| Latin Rhythm Airplay (Billboard) | 1        |

## Certificación
| País                  | Certificación | Ventas  |
| --------------------- | ------------- | ------- |
| Estados Unidos (RIAA) | Oro (Latino)  | 300 000 |